# Three Week Hero
| Críticas profissionais | Críticas profissionais |
| Avaliações da crítica  | Avaliações da crítica  |
| Fonte                  | Avaliação              |
| ---------------------- | ---------------------- |
| Allmusic               | [ 1 ]                  |

Three Week Hero é um álbum de estúdio do músico norte-americano P.J. Proby, lançado em 8 de abril de 1968, pela Liberty Records. Conquanto não tenha tido sucesso comercialmente, é mais lembrado hoje como a primeira vez que todos os quatro membros do Led Zeppelin gravaram juntos em estúdio. O álbum foi relançado como CD em 1994.

## Lista de faixas
1. "Three Week Hero" (John Stewart) – 2:56
2. "The Day That Lorraine Came Down" (Young) – 3:15
3. "Little Friend" (Robin Gair, Peter Mason) – 4:01
4. "Empty Bottles" (Albert Hammond, Mike Hazlewood) – 2:53
5. "Reflections (Of Your Face)" (Amory Kane) – 5:14
6. "Won't Be Long" (J. Leslie McFarland) – 3:41
7. "Sugar Mama" (Woodley, Young) – 2:50
8. "I Have a Dream" (Terry Hensley, Alec Wilder) – 4:45
9. "It's Too Good to Last" (Baker, Stephens) – 3:14
10. "New Directions" (Albert Hammond, Mike Hazlewood) – 3:46
11. "Today I Killed a Man" (Roger Cook, Roger Greenaway) – 3:24
12. "Medley: It's So Hard to Be a Nigger/Jim's Blues/George Wallace is Rollin' in This Mornin'" (Hillery/Traditional) – 7:38

## Créditos
- P.J. Proby - Vocalista
- Jimmy Page	- Guitarra acústica, guitarra elétrica
- John Paul Jones - Baixo, teclados, arranjos
- John Bonham - Bateria, conga
- Robert Plant - Harmônica
- Amory Kane - Violão, cordas
- Alan Parker - Guitarra
- Alan Hawkshaw -  Teclados
- Clem Cattini - Bateria
- Stan Barrett - Percussão
- Dennis Lopez - Percussão
- The Jericho (The Family Dogg com Bob Henry) - vocais de apoio em "Won't Be Long" e "I Have a Dream"
- Steve Rowland - Arranjos, produção
- Mike Weighell - Engenheiro
- Spencer Leigh - Encarte
- Gustav Karl Moody  - Direção de arte, design da capa
- Steve Thomas - Direção de arte